# Matthew Moy
Matthew James Moy (San Francisco, 3 febbraio 1984) è un attore statunitense, famoso per il ruolo di Han Lee nella sitcom 2 Broke Girls.

## Biografia
Nato e cresciuto a San Francisco, il padre era un insegnante di scuola superiore e la madre una logopedista. Si è laureato in giapponese e linguistica presso la University of California, a Davis.
Ha una sorella.

## Filmografia

### Cinema
- Non Sequitur, regia di Gary Ravenscroft – cortometraggio (2009)
- The Grover Complex, regia di Karen Bullis (2010)
- Amici, amanti e... (No Strings Attached),  regia di Ivan Reitman (2011)
- FDR: American Badass!, regia di Garrett Brawith (2012)
- The Future of Dough, regia di Ben Rekhi – cortometraggio (2014)

### Televisione
- Mind of Mencia – serie  TV 1 episodio (2008)
- Tim and Eric Awesome Show, Great Job! – serie  TV, 1 episodio (2009)
- How I Met Your Mother – serie  TV, 1 episodio (2009)
- Criminal Minds – serie  TV, 1 episodio (2010)
- Zeke e Luther – serie  TV, 1 episodio (2010)
- Scrubs – serie  TV, 6 episodi (2009-2010)
- Big Time Rush – serie  TV, 1 episodio (2010)
- iCarly – serie  TV, 3 episodi (2009-2010)
- Buona fortuna Charlie (Good Luck Charlie) – serie  TV, 1 episodio (2010)
- The Middle – serie  TV, 1 episodio (2010)
- Squatters – serie  TV, 2 episodi (2010)
- Tax Man, regia di Fred Savage – film TV (2010)
- 2 Broke Girls – serie  TV, 138 episodi (2011-2017)
- Awkward Universe – serie  TV, 1 episodio (2011)
- Aim High – serie  TV, 5 episodi (2011)
- Accidentally in Love, regia di David Burton Morris – film TV (2011)
- Kickin' It - A colpi di karate – serie  TV, 1 episodio (2012)
- CollegeHumor Originals – serie  TV, 1 episodio (2012)
- Kung Fu Panda: Legends of Awesomeness – serie  TV, 1 episodio (2013)
- Steven Universe – serie  TV, 21 episodi (2013-2015)
- Steven Universe: il film (Steven Universe: The Movie), regia di Rebecca Sugar – film TV (2019)

## Doppiaggio
- Shirokishi monogatari: Inishie no kodô, videogame (2008)
- G.I. Joe: The Rise of Cobra, videogame (2009)
- Skylanders: Giants, videogame (2012)
- Skylanders: SWAP Force, videogame (2013)
- Skylanders: Trap Team, videogame (2014)
- Skylanders: SuperChargers, videogame (2014)

## Doppiatori italiani
Nelle versioni in italiano delle opere in cui ha recitato, Matthew Moy è stato doppiato da:
- Gianluca Crisafi in Scrubs - Medici ai primi ferri, 2 Broke Girls
- Monica Bonetto in iCarly
- Alessio Puccio in Criminal Minds
- Andrea Bolognini in How I Met Your Mother

Da doppiatore è stato doppiato da:
- Emanuele Ruzza in Steven Universe